# 科苑经七路站
科苑经七路站是青岛地铁4号线的地铁车站，位于中华人民共和国山东省青岛市崂山区科苑经七路与科苑纬一路交叉口，于2022年12月26日开通。

## 车站结构
科苑经七路站位于科苑经七路与科苑纬一路交叉口，沿科苑纬一路设置，呈东西走向，为地下三层岛式站台车站，车站长165.8米，标准段宽23.1米，车站地下一层为站厅层，地下二层为设备层，预留15号线站台，地下三层为站台层，站台设置全高站台门。
| 地面              | 出入口 | A、B、C出入口                                                                                           |
| 地下一层          | 站厅   | 客服中心、自动售票机、验票机                                                                            |
| 地下二层          | 设备   | 车站设备                                                                                                |
| 地下三层          | 站台   | \| \| \| 4号线往人民会堂（董家下庄） \| \| 島式 · 開左邊车门 \| \| \| \| \| \| 4号线往大河东（张村） \| |
|                   |        | 4号线往人民会堂（董家下庄）                                                                             |
| 島式 · 開左邊车门 |        | |
|                   |        | 4号线往大河东（张村）                                                                                   |

## 出入口
科苑经七路站共设3个出入口，各出口及周围设施如下所示：
| 编号                | 指示                           | 建议前往的目的地     | 图片 |
| ------------------- | ------------------------------ | -------------------- | ---- |
| A · 出口 · （设有） | 科苑经七路(东)                 |                      |      |
| B · 出口            | 科苑纬一路(北)，科苑经七路(东) | 青岛市崂山区第四中学 |      |
| C · 出口            | 科苑经七路(西)，科苑纬一路(南) |                      |      |
| 图例： 设有         |                                |                      |      |

## 接驳交通

### 公交车
- 科苑经七路：114路，125路，126路，611路，637路，647路

## 车站历史
本站工程名与公示名为崂山科技城站，正式站名为科苑经七路站，以车站横跨的科苑经七路命名。
- 2019年12月25日，车站主体结构封顶[2]。
- 2022年12月26日，车站随4号线通车开通[1]。